# Periscepsia philippina
Periscepsia philippina là một loài ruồi trong họ Tachinidae.